# Tara Pokì
Pour plus de détails, voir Fiche technique et Distribution.
Tara Pokì est un western spaghetti italien sorti en 1971, réalisé par Amasi Damiani.

## Synopsis
Le jeune Mico Sarrabanda se fait aider du baron Pokì pour se venger de son rival don Parroni. Une fois le baron mort, Sarrabanda demande la main de sa fille Tara, mais essuie un refus ; à cause de cela, une cascade d'homicides se déclenche.

## Fiche technique
- Titre : Tara Pokì
- Réalisation : Amasi Damiani
- Scénario : Stelio Tanzini
- Genre : western spaghetti
- Musique : Mino Reitano, Franco Reitano, Domenico Reitano
- Production : Maria Teresa Siciliano pour Poki Cinematografica
- Photographie : Giovanni Varriano
- Montage : Antonio Siciliano
- Durée : 79 min
- Décors : Salvatore Siciliano
- Maquillage : Eligio Trani
- Pays de production :  Italie
- Langue originale : italien
- Année de sortie : 1971

## Distribution
- Mino Reitano : Domenico "Mico" Sarrabanda
- Aliza Adar (it) : Teresa "Tara" Pokì
- Ignazio Spalla (sous le pseudo de Pedro Sanchez) : Don Fifì
- Fulvia Franco : Donna Grazia, la maîtresse
- Enrico Rossetti : Gaetano, frère de Mico
- Spartaco Conversi : Michele
- Furio Meniconi : Don Gialormo Pokì
- Fortunato Arena : Alfonso
- Benito Pacifico (it) (sous le pseudo de Dennis Colt) : Dayton
- Rocco Reitano : Pasquale, père de Mico
- Attilio Dottesio : prêtre qui célèbre le mariage
- Emy Della Beta : Anita
- Eleonora Morana (it) : Mariuzza, la femme de chambre des Pokì
- Angelo Boscariol : Jimmy le noir
- Angelo Morano
- Silvy De Blasch
- Stelio Tanzini
- Luciano Conti
- Michele Branca
- Giuseppe Barcella (it)
- Franco Ukmar
- Lorenzo Piani
- Alessandro Perrella (it)